# Knutepunkt
Knutepunkt je každoročně pořádaná skandinávská konference o larpu. Poprvé byla pořádána v roce 1997 a stala se životně důležitou institucí při hledání identity severského larpu. Formulovala celý koncept skandinávského larpu jako specifického přístupu. Celé avantgardní hnutí, které podporuje radikální experimenty a deklaraci larpu jako umělecké formy, bylo a je velmi úzce napojeno právě na Knutepunkt. Během posledních let se záběr konference výrazně rozšířil. V důsledku toho se také konference od roku 2005 začali účastnit i účastníky z neskandinávských zemí, např. z USA, Německa, Francie, Itálie a Ruska. Od roku 2007 se konference účastní i Češi.

## Ročníky
Jméno konference se mění podle jazyka pořádající země. Význam slova knutepunkt je uzlový bod.
- Knutepunkt 1997 Oslo, Norsko
- Knutpunkt 1998 Stockholm, Švédsko
- Knudepunkt 1999 Kodaň, Dánsko
- Solmukohta 2000 Helsinki, Finsko
- Knutepunkt 2001 Oslo, Norsko
- Knutpunkt 2002 Stockholm, Švédsko
- Knudepunkt 2003 Kodaň, Dánsko (únor 2003) (Oficiální adresa byla http://www.nordiclarp.org/knudepunkt/ což ovšem bylo jen přesměrování na https://web.archive.org/web/20051211095614/http://www.liveforum.dk/knudepunkt)
- Solmukohta 2004 Espoo, Finsko (únor 2004)
- Knutepunkt 2005 Archivováno 9. 2. 2006 na Wayback Machine. Oslo, Norsko (únor 2005)
- Knutpunkt 2006 Barnens Ö (Children's Island), Švédsko (duben 2006)
- Knudepunkt 2007 Helsinge, Dánsko (únor 2007)
- Solmukohta 2008 Nurmijärvi, Finsko (duben 2008)
- Knutepunkt 2009 Haraldvangen, Norsko (duben 2009)
- Knutpunkt 2010 Katrineholm, Švédsko (duben 2010)
- Knudepunkt 2011 Helsinge, Dánsko. (únor 2011)
- Solmukohta 2012 Nurmijärvi, Finsko (duben 2012)
- Knutepunkt 2013 Archivováno 26. 2. 2014 na Wayback Machine. Haraldvangen, Norsko (duben 2013)
- Knutpunkt 2014 Halmstad, Švédsko (duben 2014)
- Knudepunkt 2015 Ringe, Dánsko (únor 2015)
- Solmukohta 2016 Baltské moře, Finsko (březen 2016)
- Knutepunkt 2017 Archivováno 26. 2. 2014 na Wayback Machine. Norsko (únor 2017)

## Publikace
Od roku 2001 je konference doprovázena sborníky o larpové teorii s výjimkou konference ve Stockholmu v roce 2002.
- Anette Alfsvåg, Ingrid Storrø, Erlend Eidsem Hansen (editoři): The Book. Knudepunkt 2001. bez ISBN
- Morten Gade, Line Thorup & Mikkel Sander (editoři): As Larp Grows Up. Knudepunkt 2003. ISBN 87-989377-0-7. https://web.archive.org/web/20060718051716/http://www.laivforum.dk/kp03_book/
- Markus Montola & Jaakko Stenros (editoři): Beyond Role and Play. Solmukohta 2004. ISBN 952-91-6842-X. https://web.archive.org/web/20060615144314/http://www.ropecon.fi/brap/
- Petter Bøckman & Ragnhild Hutchison (editoři): Dissecting Larp. Knutepunkt 2005. ISBN 82-997102-0-0 (tisk) ISBN 82-997102-1-9 (online) http://knutepunkt.laiv.org/kp05/ Archivováno 29. 9. 2008 na Wayback Machine.
- Thorbiörn Fritzon & Tobias Wrigstad (editoři) : Role, Play, Art. Knutpunkt 2006. ISBN 91-631-8853-8 . http://jeepen.org/kpbook/
- Jesper Donnis, Morten Gade & Line Thorup (editoři): Lifelike. Knudepunkt 2007. ISBN 978-87-989377-1-5. https://web.archive.org/web/20070314102705/http://www.liveforum.dk/kp07book/
- Jaakko Stenros & Markus Montola (editoři): Playground Worlds. Solmukohta 2008. ISBN 978-952-92-3579-7 (tisk) ISBN 978-952-92-3580-3 (pdf) https://web.archive.org/web/20091221130755/http://www.ropecon.fi/pw/
- Matthijs Holter, Eirik Fatland & Even Tømte (editoři): Larp, the Universe and Everything. Knutepunkt 2009. ISBN 978-82-997102-2-0 http://knutepunkt.laiv.org/2009/book/ Archivováno 11. 4. 2009 na Wayback Machine.
- Larsson, Elge (editoři): Playing Reality. Knutpunkt 2010 | Interacting Arts. ISBN 978-91-977140-1-3 (tisk) ISBN 978-91-977140-2-0 (pdf) https://web.archive.org/web/20110818143459/http://interactingarts.org/pdf/Playing%20Reality%20(2010).pdf
- Thomas Duus Henriksen (šéfeditor): Think Larp - Academic Writings from KP2011. ISBN 978-87-92507-04-4 http://nordiclarp.org/wiki/Think_Larp_-_Academic_Writings_from_KP2011
- Claus Raasted (editor): Talk Larp - Provocative Writings from KP2011. ISBN 978-87-92507-05-1 http://nordiclarp.org/wiki/Talk_Larp_-_Provocative_Writings_from_KP2011
- L. Andresen, Ch. Bo Nielsen, L. Carbonelli, J. Heebøll-Christensen & M. Oscilowski (editoři): Do Larp - Documentary Writings from KP2011. ISBN 978-87-92507-06-8 http://nordiclarp.org/wiki/Do_Larp
- Juhana Pettersson (editor): States of Play: Nordic Larp Around the World. Solmukohta 2012. ISBN 978-952-67599-4-4 (tisk) ISBN 978-952-67599-5-1 (pdf) http://nordiclarp.org/wiki/States_of_Play
- Katrine Øverlie Svela, Karete Jacobsen Meland (editoři): Crossing Physical Borders. Knutepunkt 2013. ISBN 978-82-303-2295-6 (tisk) ISBN 978-82-303-2297-0 (pdf) https://nordiclarp.org/wiki/Crossing_Physical_Borders
- Katrine Øverlie Svela, Karete Jacobsen Meland (editoři): Crossing Habitual Borders. Knutepunkt 2013. ISBN 978-82-303-2295-6 (tisk) ISBN 978-82-303-2297-0 (pdf) https://nordiclarp.org/wiki/Crossing_Habitual_Borders
- Katrine Øverlie Svela, Karete Jacobsen Meland (editoři): Crossing Theoretical Borders. Knutepunkt 2013. ISBN 978-82-303-2295-6 (tisk) ISBN 978-82-303-2297-0 (pdf) https://nordiclarp.org/wiki/Crossing_Theoretical_Borders

- Katrine Øverlie Svela, Karete Jacobsen Meland (editoři): Exploring Borders. Knutepunkt 2013. ISBN 978-82-303-2295-6 (tisk) ISBN 978-82-303-2297-0 (pdf) https://nordiclarp.org/wiki/Exploring_Borders
- Eleanor Saitta, Marie Holm-Andersen, Jon Back (editoři): The Foundation Stone of Nordic Larp. Knutpunkt 2014. ISBN 978-91-637-4565-2 (tisk) ISBN 978-91-637-4566-9 (pdf) https://nordiclarp.org/wiki/The_Foundation_Stone_of_Nordic_Larp
- Jon Back (editor): The Cutting Edge of Nordic Larp. Knutpunkt 2014. ISBN 978-91-637-5217-9 (tisk) ISBN 978-91-637-5218-6 (pdf) https://nordiclarp.org/wiki/The_Cutting_Edge_of_Nordic_Larp
- Charles Bo Nielsen, Claus Raasted (editoři): The Knudepunkt 2015 Companion Book. Rollespilsakademiet 2015. ISBN 978-87-92507-24-2 http://rollespilsakademiet.dk/webshop/kp2015companionbook.pdf%5B%5D
- Charles Bo Nielsen, Claus Raasted (editoři): The Nordic Larp Yearbook 2014. Rollespilsakademiet 2015. ISBN 978-87-92507-23-5 https://web.archive.org/web/20160305012411/http://rollespilsakademiet.dk/webshop/nordiclarpyearbook2014.pdf
- Kaisa Kangas, Mika Loponen, Jukka Särkijärvi (editoři): Larp Politics - Systems, Theory, and Gender in Action. Ropecon ry 2016. ISBN 978-952-93-6826-6 (tisk) ISBN 978-952-93-6827-3 (pdf) http://solmukohta.org/uploads/Books/book_politics.pdf
- Jukka Särkijärvi, Mika Loponen, Kaisa Kangas (editoři): Larp Realia - Analysis, Design, and Discussions of Nordic Larp. Ropecon ry 2016. ISBN 978-952-93-6828-0 (tisk) ISBN 978-952-93-6829-7 (pdf) http://solmukohta.org/uploads/Books/book_realia.pdf